# يوسف سليمان
يوسف سليمان لاعب كرة قدم سوري من مواليد حمص، يلعب مع الكرامة الحمصي.
توفي أثناء هجوم على مدينة تشرين الرياضية في دمشق.